# Gilles Jacob
Pour les articles homonymes, voir Jacob (homonymie).
Gilbert Jacob dit Gilles Jacob, né le 22 juin 1930 dans le 17e arrondissement de Paris, est un critique, essayiste, réalisateur et une personnalité française du monde du cinéma. D'abord délégué général du Festival de Cannes en 1978, il en est président de 2001 à 2014.

## Biographie

### Enfance et jeunesse
Gilles Jacob est issu d'une famille juive bourgeoise. Son père André Jacob dirige la maison de négoce en biens immobiliers « Auguste Jacob & Fils », sa mère est la fille de Lambert Levy, directeur général de la Compagnie « Est-Lumière », ancêtre de la Compagnie parisienne de distribution d'électricité.
Élève au lycée Carnot, Gilles Jacob et sa famille sont contraints, du fait de leur origine juive, de fuir Paris au début de la Seconde Guerre mondiale. Son père, capitaine d'artillerie, est fait prisonnier de guerre et est interné en Allemagne en 1939. D'abord réfugié avec sa mère et son frère Jean-Claude à Vichy puis à Nice-Cimiez jusqu'en 1942, où la Gestapo manque de peu de l'arrêter, le jeune Gilles Jacob est emmené par une chaîne de résistants pour être caché pendant toute la guerre dans l'alumnat du Saint-Rosaire, tenu par les Assomptionnistes, à Miribel-les-Échelles en Isère. Il échappe à une arrestation par l'armée allemande en se cachant derrière l'harmonium de la chapelle, scène que Louis Malle mettra en image, quarante ans plus tard, dans son film Au revoir les enfants. 
À la Libération, il revient à Paris pour entrer en seconde au lycée Louis-le-Grand. Il compte parmi ses camarades Claude Chabrol, fréquente assidûment les salles de cinéma, et notamment la Cinémathèque française de la rue d'Ulm. Encore étudiant, il crée en 1949 une revue de cinéma, Raccords, et publie notamment un des premiers articles de François Truffaut.

### Débuts professionnels et cinéma
Après une hypokhâgne et une khâgne à Louis-le-Grand, et un stage à la banque Jordaan, à Paris, il entre, en 1950, dans l'entreprise familiale à Courbevoie : les établissements Elwor qui représentent en France la Toledo Scale Company, entreprise américaine d'instruments de pesage. 
Il se marie le 18 décembre 1958. 
Il ne quitte pas pour autant le monde cinématographique et littéraire : publié en 1964 après la rencontre de cinéastes (Stanley Kubrick méconnu et Joseph von Sternberg en maison de repos -émission à France-Inter ce jour-) lors d'un voyage aux États-Unis vers 1957, son essai Le Cinéma moderne, qui lui permet d'assister à son premier festival de Cannes la même année et d'écrire des critiques pour Cinéma entre 1964 et 1968 et Les Nouvelles littéraires de 1968 à 1971, pour lequel il « couvre », notamment, Mai 68 au festival de Cannes.
En 1972, tout en poursuivant son travail à la Toledo Scale (il en est, à présent, le secrétaire général), il est engagé à L'Express comme critique cinématographique sur invitation de Pierre Billard, rédacteur en chef et devient secrétaire général adjoint de l'Association française de la critique de cinéma et de télévision en 1973. Sévère envers Le Cinéma de papa de Claude Berri, pour son premier papier, élogieux pour les premiers films de Woody Allen, il est contraint de quitter L'Express quatre ans plus tard, en 1975, après avoir sévèrement critiqué Histoire d'O, film soutenu par Jean-Jacques Servan-Schreiber. De cet épisode, il tire avec son fils un scénario, mis à l'écran et joué en 1984 par Francis Perrin sous le titre Ça n'arrive qu'à moi. 
En 1976, il quitte Elwor, repris par Toledo Scale. Il présente et coproduit ensuite l'émission Le Masque et la Plume aux côtés de François-Régis Bastide sur FR3, en même temps qu'il est embauché par Robert Favre Le Bret, président du festival de Cannes, comme adjoint du délégué général du Festival, Maurice Bessy.

### Le Festival de Cannes
Sur proposition de Michel d'Ornano, ministre de la Culture, il est élu le 30 septembre 1977, délégué général du Festival, chargé de voir des milliers de films et de choisir les candidats à la palme d'or. Sans se soucier des risques diplomatiques, au nom de la liberté d'expression, il diffuse en 1978 comme « film surprise » L'Homme de marbre, film du Polonais Andrzej Wajda, censuré dans son pays, car critique vis-à-vis du régime en place. Puis, pour sa deuxième sélection, il présente en 1979 Apocalypse Now, Le Tambour, Hair, Prova d'orchestra et Le Grand Embouteillage. Durant un quart de siècle, avec Robert Favre le Bret puis Pierre Viot comme présidents, il ouvre Cannes aux cinématographies du monde entier, et choisit de mettre en avant les réalisateurs et les acteurs plutôt que les producteurs et les décideurs politiques. Désirant faire de Cannes une vitrine pour une nouvelle génération de cinéastes, il crée en 1978 le prix de la Caméra d'or, qui récompense un premier film, et la section Un certain regard, qui présente une sélection alternative. Il fonde, en 1991, les Leçons de cinéma et, en 1998, la Cinéfondation, pour des films d'étudiants que sélectionne son fils Laurent. 
Il transforme le festival de Cannes, en mettant en scène une manifestation médiatique et internationale, qui devient le plus gros événement artistique mondial. Il fait bâtir un nouveau palais des festivals critiqué, surnommé « le bunker », favorise la présence des médias et négocie la diffusion des cérémonies par Canal+ en 1986. Derrière la fête médiatique, il en fait aussi un rendez-vous économique incontournable du secteur avec le développement du marché du film. Il dote l'institution d'un budget de 20 millions d'euros, financé pour moitié par un club de partenaires du secteur privé (Canal+, L'Oréal, Renault, Chopard, Air France…), et qui permet d'accéder à une indépendance vis-à-vis du pouvoir politique. Une indépendance que Gilles Jacob prend soin également de cultiver à l'égard des pressions des professionnels du cinéma. À partir du début des années 2000, il organise aussi des hommages et rétrospectives ainsi que des leçons de cinéma. 
En 2001, il est élu à la présidence du festival de Cannes. Laissant la charge de la sélection, à partir de 2004, à Thierry Frémaux, qui lui succède comme délégué artistique, il garde un rôle primordial dans la direction du festival, fixant la ligne éditoriale et s'occupant des relations avec les partenaires privés et les institutions publiques.
Personnalité respectée du cinéma français, Gilles Jacob préside le prix Louis-Delluc depuis 1993, et siège aux conseils d'administration de la Sept Cinéma, depuis 1992, et de la Bifi, depuis 1996. Il a également été administrateur de Films A2, entre 1980 et 1992, et a dirigé la collection La Bibliothèque du cinéma chez Hatier, entre 1979 et 1992. En 2002, il est nommé vice-président du conseil de surveillance de Canal +, mais doit renoncer à ce poste face à la polémique créée par le risque de conflit entre le monde du cinéma français et la chaîne, premier diffuseur et producteur télévisuel de films. 
Au cinéma, il joue son propre rôle dans les films Grosse Fatigue de Michel Blanc, en 1994, et Femme fatale de Brian De Palma, en 2002. Documentariste, il a réalisé ou produit un grand nombre de films de montage soit sur l'histoire du festival de Cannes, soit sur de grandes actrices qu'il affectionne. Il est l'interprète du film de Serge Le Peron Gilles Jacob, l'arpenteur de la Croisette, coproduit en 2010 par l'INA, Canal + et Arte.
En février 2018, il n'est pas réélu au conseil d'administration du festival mais reste membre de son assemblée générale.

## Décorations
- Grand officier de la Légion d'honneur (2014), commandeur en 2005[10]
- Commandeur de l'ordre national du Mérite (1999)
- Commandeur de l'ordre des Arts et des Lettres
- Grand officier de l'ordre du Mérite de la République italienne (2003)[11]
- Médaille d'or du mérite européen décernée par l'Union européenne (2009)
- Médaille d'or de la ville de Cannes (2014)

## Œuvres

### Ouvrages
- 1964 : Le Cinéma moderne (essai), Serdoc
- 1969 : Un jour, une mouette (roman), Grasset
- 1988 : Correspondance de François Truffaut (avec Claude de Givray), 5 Continents
- 1992 : Les Visiteurs de Cannes, Hatier
- 1997 : Une histoire du cinéma moderne, Ramsay
- 2007 : Ballaciner, essai de Jean-Marie Le Clézio (collaboration)
- 2009 : La vie passera comme un rêve (souvenirs), Robert Laffont
- 2010 : Livre d'or (photos), Le Seuil
- 2011 : Le fantôme du Capitaine, Robert Laffont
- 2013 : Les Pas perdus, Flammarion
- 2015 : Le festival n'aura pas lieu, Grasset
- 2016 : Un homme cruel, Grasset
- 2018 : Dictionnaire amoureux du festival de Cannes, Plon, 804 p.
- 2020 : L'échelle des Jacob, Grasset
- 2024 : avec Marie Colmant et Gérard Lefort, À nos amours, Calmann-Lévy/Grasset

### Filmographie

#### Réalisation
- 1987 : Le Cinéma dans les yeux (coréalisateur : Laurent Jacob)
- 1989 : Liberté
- 2002 : Histoires de festival
- 2003 : Les Marches, etc.
- 2003 : Daniel et Maurice, portrait de groupe avec palme (en hommage à Maurice Pialat et Daniel Toscan du Plantier)
- 2003 : Pour l'amour de Jeanne (consacré à Jeanne Moreau)
- 2004 : Épreuves d'artistes (court-métrage, portrait d'une trentaine d'acteurs et de réalisateurs)
- 2007 : Anna Magnani, lupa romana (consacré à Anna Magnani)
- 2008 : Retour à Tullins-Fures

#### Production
- 2007 :
  - 28 Préludes pour le 50e anniversaire de Cannes
  - Chacun son cinéma
- 2009 : Femmes au miroir, commande du festival de Rome
- 2010 : Ni vu, ni connu, ou comment j'ai photographié Tim Burton sans qu'il s'en aperçoive